# Julia Reisingerová
Julia Reisingerová (* 17. dubna 1998, Tirschenreuth) je česká basketbalistka, která od května roku 2024 hraje za maďarský tým PEAC-Pécs.
Svou basketbalovou kariéru zahájila v týmu BK Lokomotiva Karlovy Vary. V roce 2014 zaznamenala velké úspěchy na Mistrovství Evropy mládeže, kde skončila 2. a na Mistrovství světa mládeže, kde obsadila 4. místo. V roce 2017 vstoupila do ženské ligy a přestoupila k španělskému týmu Femeni Sant Adrià. V dubnu 2018 byla draftována z 35. místa do americké WNBA, a to do týmu Los Angeles Sparks. Ve stejném roce podepsala smlouvu s katalánským týmem Uni Girona CB, který ten rok vyhrál basketbalovou ligu. Reisingerová si odtamtud přivezla titul za nejužitečnější hráčku finále. Na konci sezóny podepsala smlouvu s týmem Valencia Basket. V roce 2020 se však vrátila zpět do týmu Uni Girona CB. V roce 2023 přestoupila do italského týmu Famila Schio a od roku 2024 hrála za maďarský tým PEAC-Pécs.
V roce 2022 vyhrála českou anketu Basketbalistka roku, kterou obhájila i další rok. V roce 2024 skončila v této anketě druhá.
Její matkou je Petra Reisingerová, historicky nejlepší střelkyně ženské basketbalové ligy. 